# Zusage
Unter einer Zusage versteht man allgemein das von einem Rechtssubjekt einseitig und rechtsverbindlich ausgedrückte Versprechen, künftig ein bestimmtes Handeln oder Unterlassen vorzunehmen.    

## Allgemeines
Das Wort stammt vom mittelhochdeutschen „zuosage“, das wohl 1478 erstmals als Rechtsbegriff in Jena auftauchte. Im Jahre 1746 definierte man die Zusage als „eine zureichende Andeutung des Willens und der Beständigkeit des Vorsatzes, dem anderen etwas zu leisten, und zwar so, dass man ihm kein Zwangsrecht dabei zustehet“. Die Zusage (lateinisch promissio) ist abzugrenzen vom bloßen Versprechen, das als reine Absichtserklärung nicht eingehalten werden muss. Der Zusagende muss dagegen für das Zugesagte einstehen und sich entsprechend seiner Erklärung verhalten. Gesetz und Rechtsprechung verwendeten lange die Zusage und Zusicherung als Synonyme.

## Rechtsgebiete
Insbesondere gibt es Zusagen in den Rechtsgebieten Verwaltungsrecht, öffentliches Recht, Steuerrecht und Wirtschaftsprivatrecht.

### Verwaltungsrecht
Im Verwaltungsrecht ist die Zusage ein Oberbegriff zur Zusicherung, wie die Formulierung in § 38 Abs. 1 Satz 1 VwVfG zeigt. Danach bedarf eine von der zuständigen Behörde erteilte Zusage, einen bestimmten Verwaltungsakt später zu erlassen oder zu unterlassen (Zusicherung), zu ihrer Wirksamkeit der schriftlichen Form. Es handelt sich um die Selbstverpflichtung der Verwaltung zu einem Tun oder Unterlassen. Ob eine Äußerung eines Behördenvertreters als Zusage aufgefasst werden darf, hängt von seinem Willen ab, die Behörde rechtlich zu binden. Fehlt der Bindungswille, liegt eine bloße Auskunft vor.

### Öffentliches Recht
Im öffentlichen Recht gibt es Zusagen im Beamtenrecht (dienstrechtliche Zusicherung, vermögensrechtliche Zusicherung) und Zusagen im Baurecht. Beamtenrechtliche Zusagen müssen mit dem Beamtenstatut vereinbar sein. Aus einer rechtsverbindlichen Zusicherung kann sich ausnahmsweise ein Ernennungsanspruch für Beamte ergeben. Das Baurecht kennt Bauvorbescheide an Bauherren, später eine bestimmte Baugenehmigung zu erteilen.

### Steuerrecht
Die Finanzämter und das Bundeszentralamt für Steuern können auf Antrag verbindliche Auskünfte über die steuerliche Beurteilung von genau bestimmten, noch nicht verwirklichten Sachverhalten erteilen, wenn daran im Hinblick auf die erheblichen steuerlichen Auswirkungen ein besonderes Interesse besteht (§ 89 Abs. 2 AO). Bei der verbindlichen Auskunft handelt es sich nach allgemeiner Auffassung um einen Verwaltungsakt nach § 118 AO. Umstritten ist, ob verbindliche Auskünfte und  „verbindliche Zusagen“ im Steuerrecht einen unterschiedlichen Inhalt aufweisen; nach überwiegender Auffassung sind sie Synonyme. Die bloße Auskunft dagegen besitzt den Charakter einer unverbindlichen Rechtsmitteilung.
Im Anschluss an eine Außenprüfung soll die Finanzbehörde dem Steuerpflichtigen auf Antrag verbindlich zusagen, wie ein für die Vergangenheit geprüfter und im Prüfungsbericht dargestellter Sachverhalt in Zukunft steuerrechtlich behandelt wird (§ 204 AO). Diese verbindliche Zusage muss gemäß § 205 Abs. 2 AO den ihr zugrunde gelegten Sachverhalt, die Entscheidung über den Antrag und die dafür maßgebenden Gründe sowie eine Angabe darüber enthalten, für welche Steuern und für welchen Zeitraum sie gilt. Diese verbindliche Zusage ist für die Besteuerung bindend, wenn sich der später verwirklichte Sachverhalt mit dem der verbindlichen Zusage zugrunde gelegten Sachverhalt deckt (§ 206 Abs. 1 AO).

### Wirtschaftsprivatrecht
Im Wirtschaftsprivatrecht gibt es insbesondere die Direktzusage, die Versorgungszusage und die Kreditzusage. Die Direktzusage (auch: Pensionszusage) ist eine auf einem Rechtsgrund beruhende Verpflichtung eines Arbeitgebers im Rahmen der betrieblichen Altersversorgung, aus eigenen Mitteln dem Arbeitnehmer oder dessen Hinterbliebenen nach Beendigung des Arbeitsverhältnisses unter bestimmten Voraussetzungen einmalige oder laufende Versorgungsleistungen (Altersrente, Berufsunfähigkeit, Hinterbliebenenversorgung) zu zahlen (§ 1 Abs. 1 BetrAVG). Eine Versorgungszusage betrifft ähnliche Versorgungsleistungen zu Gunsten eines Gesellschafter-Geschäftsführers. Die Kreditzusage erfolgt nicht einseitig durch den Kreditgeber, sondern wird auf dem Korrespondenzweg durch den Kreditnehmer angenommen und ist damit ein Kreditvertrag. Sie ist mit einer betragsmäßigen Begrenzung (Kreditlinie, international auch Kreditfazilität) versehen, so dass die vom Kreditnehmer noch nicht abgerufenen Kreditteile jederzeit bis zum Ende der Kreditlaufzeit abrufbar sind. Die wesentliche Verschlechterung der Vermögensverhältnisse beim Kreditnehmer kann jedoch eine Kreditkündigung auslösen, die den Kreditgeber vor weiteren Inanspruchnahmen bewahrt. Die Weltbank oder der IWF können Kreditzusagen an Staaten erteilen, die sie Fazilitäten (englisch facilities) nennen und meist mit Auflagen (Konditionalität) verbinden, um das Rückzahlungsrisiko zu vermindern und die betroffenen Staaten zu einer veränderten Wirtschaftspolitik zu bewegen. Die Deckungszusage ist eine Zusage des Versicherers, die vor Abschluss eines Versicherungsvertrages und vor Zahlung der Erstprämie dem Versicherungsnehmer oder der versicherten Person vorläufige Deckung gewährt.

## Zweck
Zusagen haben den Zweck, dem Begünstigten einen bestimmten Sachverhalt zuzusichern, mit dem er in Zukunft rechnen kann. Zusagen dieser Art bergen für das zusagende Wirtschaftssubjekt ein beträchtliches Finanzrisiko, da sich die wirtschaftliche und/oder rechtliche Geschäftsgrundlage des Begünstigten nach Erteilung der Zusage ändern kann und somit ihre Voraussetzungen entfallen können. Dies hat die zusagende Partei vor Erteilung der Zusage zu berücksichtigen.

## Sonstiges
Der Zusage ähnliche Vorgänge sind Bescheid, Bewilligung, Einwilligung, Erlaubnis. 